# Sobór św. Zofii w Połocku
Sobór Mądrości Bożej, zwany też soborem św. Zofii (biał. Сафійскі сабор у Полацаку, cs. Sofijski Sobor) – katedra w Połocku na Białorusi, założona jako jedna z pierwszych budowli chrześcijańskich na terenie obecnej Białorusi jeszcze w XI wieku, pierwotnie jako prawosławna, w latach 1596–1654 oraz 1668–1839 w posiadaniu Kościoła unickiego, w latach 1839–1924 i 1942–1944 ponownie prawosławna; obecnie wykorzystywana jest jako sala koncertowa i muzeum oraz sporadycznie (przez prawosławnych) do celów kultowych. W 2004 roku wraz z cerkwią Przemienienia Pańskiego w Połocku świątynia została wpisana na listę informacyjną UNESCO.

## Historia

### Pierwsza cerkiew
Pierwsza nieistniejąca już dzisiaj cerkiew Mądrości Bożej w miejscu dzisiejszego soboru powstała w połowie XI wieku z inicjatywy księcia połockiego Wsiesława Czarodzieja. Świątynia ta naśladowała w swojej architekturze sobór Mądrości Bożej w Kijowie oraz sobór Mądrości Bożej w Nowogrodzie Wielkim, miała pięć naw. Wezwanie nadane świątyni sygnalizowało polityczne ambicje książąt połockich. Obiekt był katedrą prawosławnej eparchii połockiej. W czasach przynależności Połocka do Rzeczypospolitej dokonano przebudowy obiektu w celach obronnych, zachował on jednak funkcje sakralne. Po przyjęciu unii brzeskiej w 1596 zdecydowano o przekazaniu cerkwi Kościołowi unickiemu – obiekt pełnił wówczas rolę katedry greckokatolickiej; służył przy niej arcybiskup połocki Jozafat Kuncewicz, który w 1618 nadzorował rekonstrukcję i rozbudowę pierwotnej cerkwi. W 1705 car Piotr I w czasie Wojny północnej, będąc w Połocku, dokonał rzezi bazylianów opiekujących się katedrą, po czym zamienił ją na magazyn prochu i amunicji. W 1710 nastąpił wybuch, który zrujnował starą cerkiew niemal w 90%.

### Budowa nowej katedry
Od 1738 arcybiskup połocki Florian Hrebnicki i bazylianie rozpoczęli budowę nowej świątyni katedralnej – tym razem w stylu baroku wileńskiego. Przypuszczalnie pierwszy projekt stworzył włoski architekt Guido Antonio Longhi, ale projekt fasady, szczytu i ołtarza głównego wykonał architekt Jan Krzysztof Glaubitz i on też nadzorował prace ukończone w 1765 r. Po odbudowie katedra zyskała nową orientację na osi południe-północ (wcześniejsza bazylika była orientowana z zachodu na wschód); nieliczne ocalałe resztki dawnych absyd włączono w nową strukturę jako transept (nawę poprzeczną), przy czym po drugiej stronie bazyliki zbudowano symetryczną fasadę transeptu, naśladującą oryginalną absydę z XI wieku. Bazylika otrzymała formę trójnawową, bogato ozdobiono ją pilastrami, gzymsami i niszami, z dwóch stron fasady głównej znajdują się 50-metrowe wieże. Wymurowano typowy dla kościołów unickich ikonostas, będący raczej symbolicznym nawiązaniem do tradycji bizantyjskich, niż rzeczywiście im odpowiadający. Zainstalowano organy na chórze oraz boczne ołtarze przy kolumnach, co również nie odpowiadało tradycjom prawosławnym. Nową katedrę konsekrowano pod wezwaniem Zesłania Ducha Świętego.
Po likwidacji unii w 1839 (akt przyłączenia do Rosyjskiej Cerkwi Prawosławnej odbył się w budynku katedry połockiej) cerkiew przejęli prawosławni. Obiekt nie otrzymał statusu soboru katedralnego – nadano go odebranemu katolikom kościołowi jezuitów. Cerkwi jednak nie przebudowano w stylu bizantyjsko-ruskim, jak to uczyniono z licznymi innymi świątyniami pounickimi; ograniczono się do zamalowania fresków oraz likwidacji organów. Cerkiew Mądrości Bożej zdegradowano w 1856 do rangi świątyni filialnej przy katedrze. Prawosławni władali nią do lat dwudziestych XX wieku, gdy obiekt przejęło państwo radzieckie i umieściło w nim magazyn zboża. W okresie powojennym budynek pozostawał niewykorzystywany. Po bardzo długo trwającej restauracji w 1985 umieszczono w nim salę koncertową, zainstalowano organy firmy czechosłowackiej Rieger-Kloss.
W świątyni przetrwały niektóre fundamenty, freski i mozaiki z XI wieku, krucyfiksy i unicki murowany ikonostas z XVIII wieku. Malowidła XVIII wieku przeważnie nie zachowały się, tak samo jak i obrazy ołtarzy bocznych. W kryptach cerkwi mieści się Muzeum Historii i Architektury Soboru Sofijskiego.
Obecnie wyznawcy prawosławia czynią starania prowadzące do odzyskania świątyni; państwo, sprzyjające prawosławiu, nie zdecydowało się jednak na likwidację prężnie działającego muzeum i sali organowej. Starania białoruskich grekokatolików o zwrot swojej niegdysiejszej katedry zostały odrzucone.
Świątynia jest użytkowana liturgicznie przez prawosławnych jedynie w dniu 5 czerwca (wspomnienie św. Eufrozyny Połockiej) oraz podczas okrągłych jubileuszy najważniejszych wydarzeń państwowo-cerkiewnych.
W pobliżu cerkwi ustawiono kamień Borysa z napisami z XII wieku, przeniesiony do Połocka w 1981.

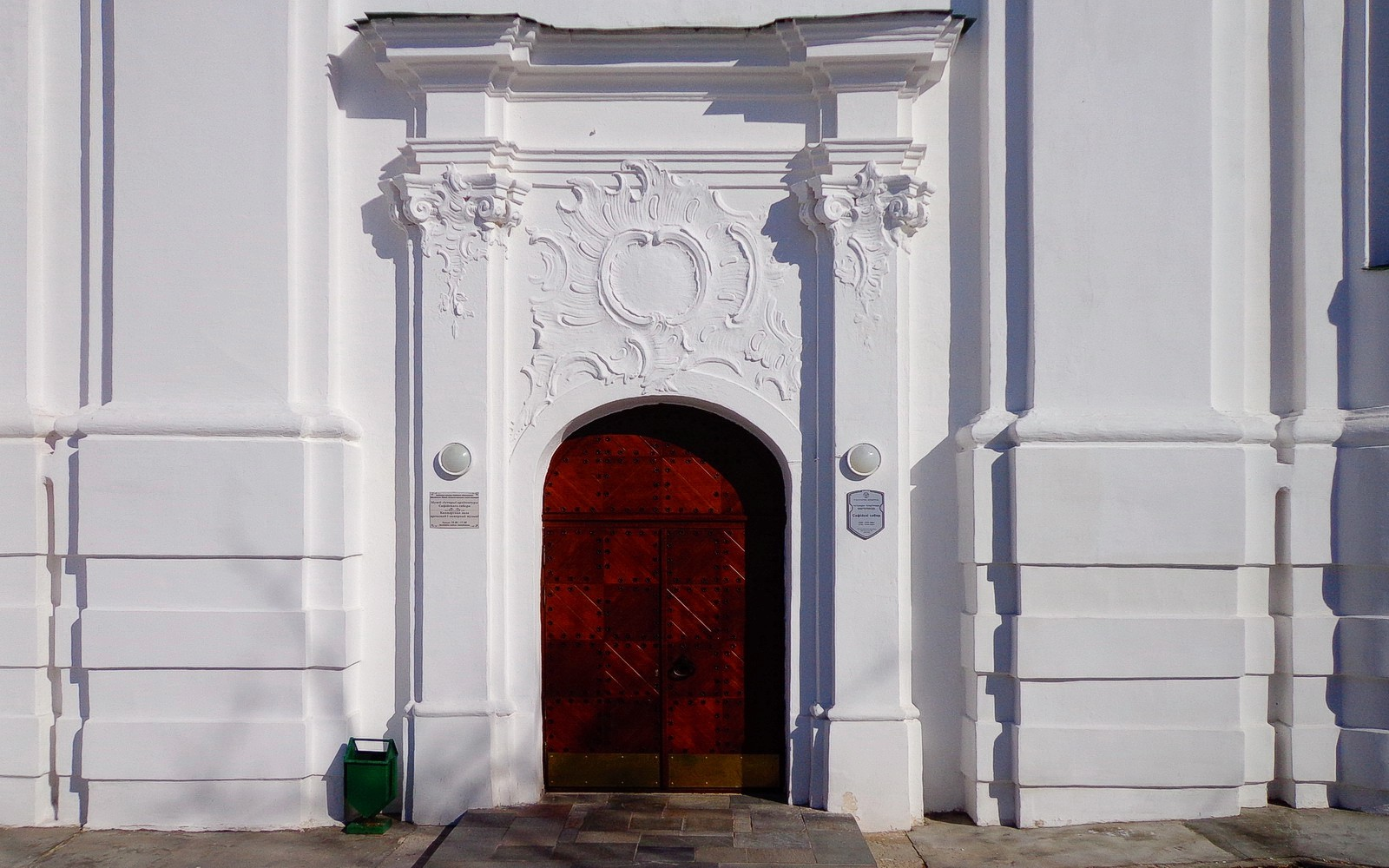
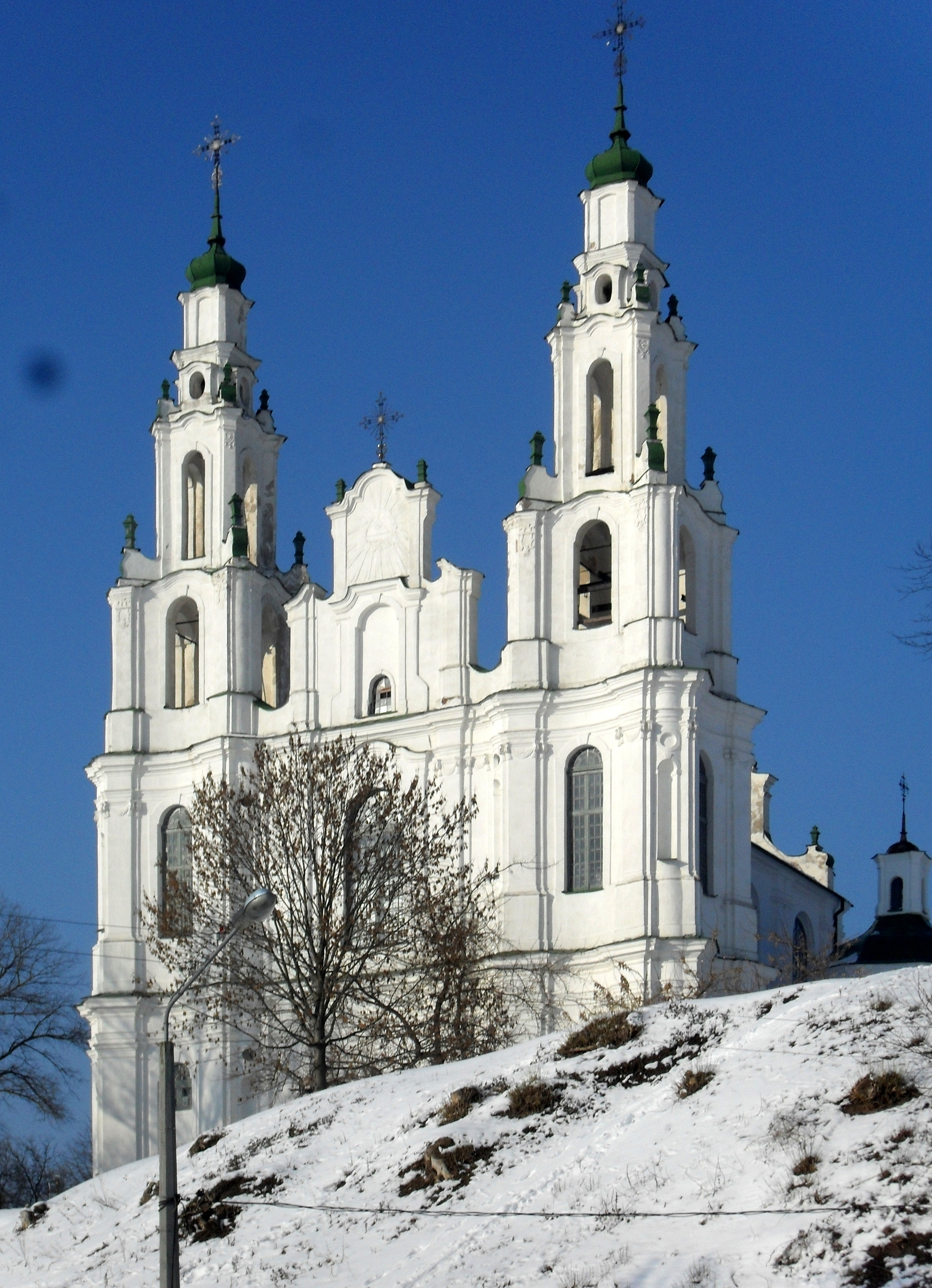
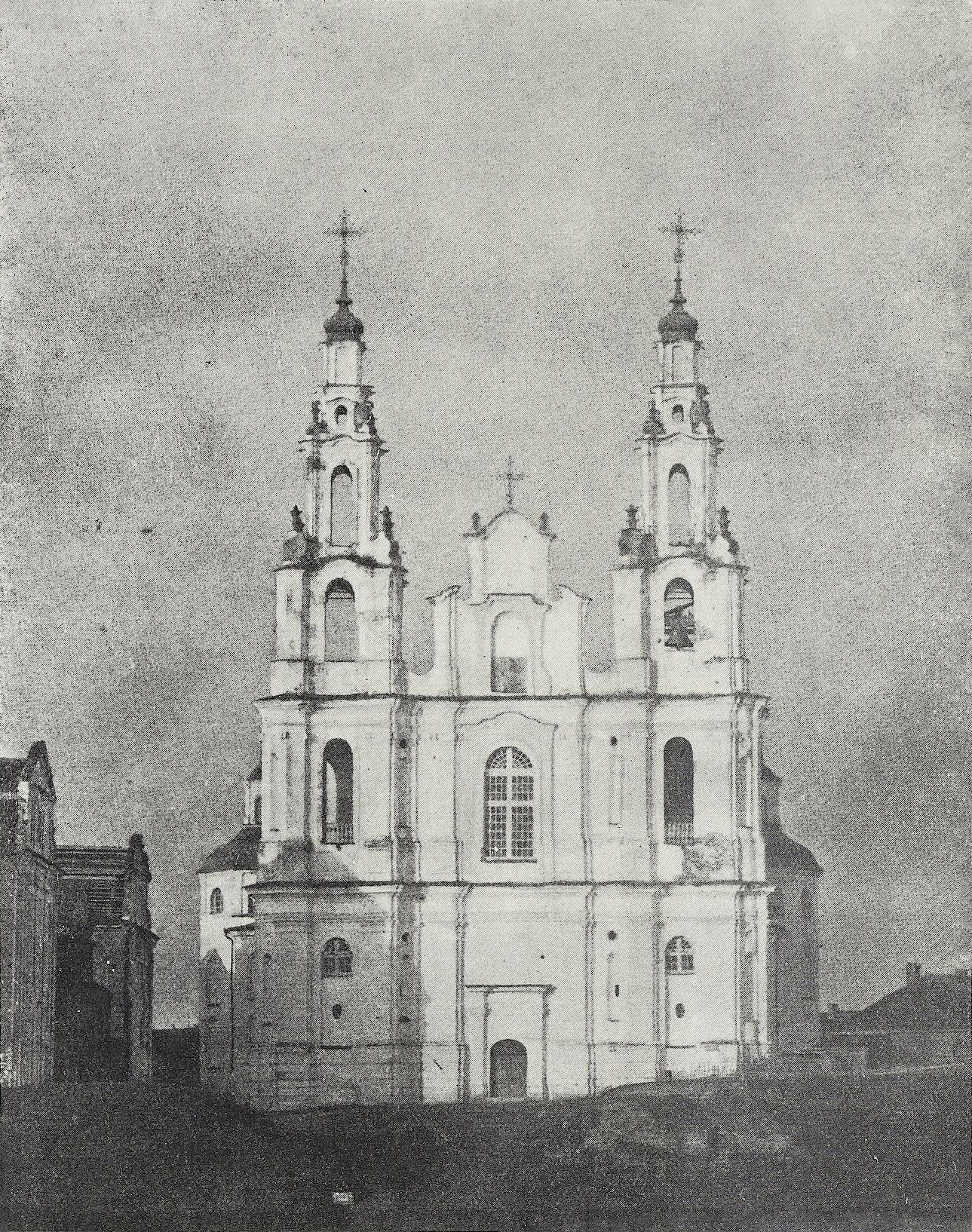
1898
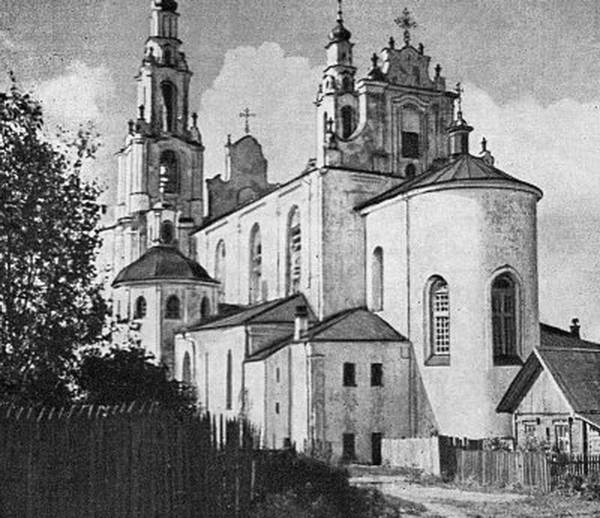
1929
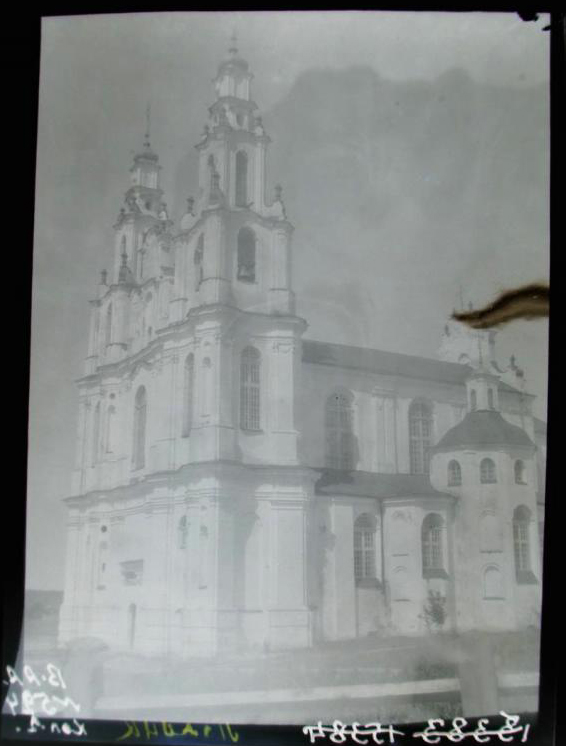
1929
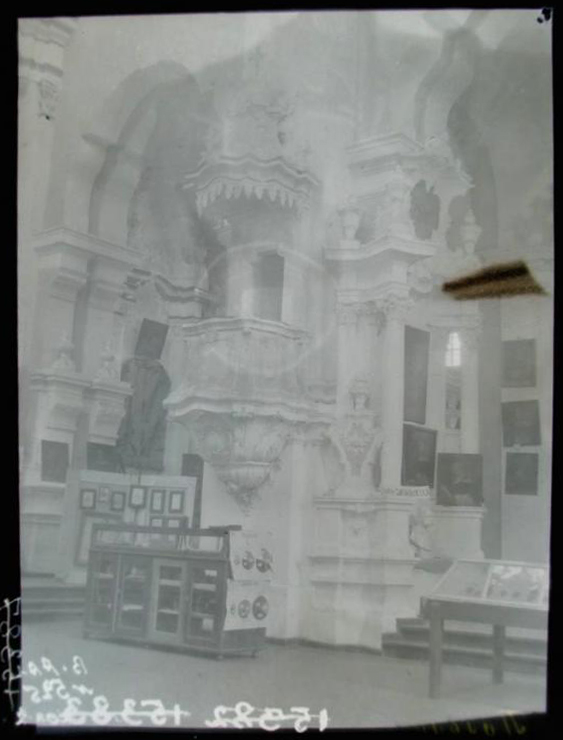
Ambona w 1929 r.
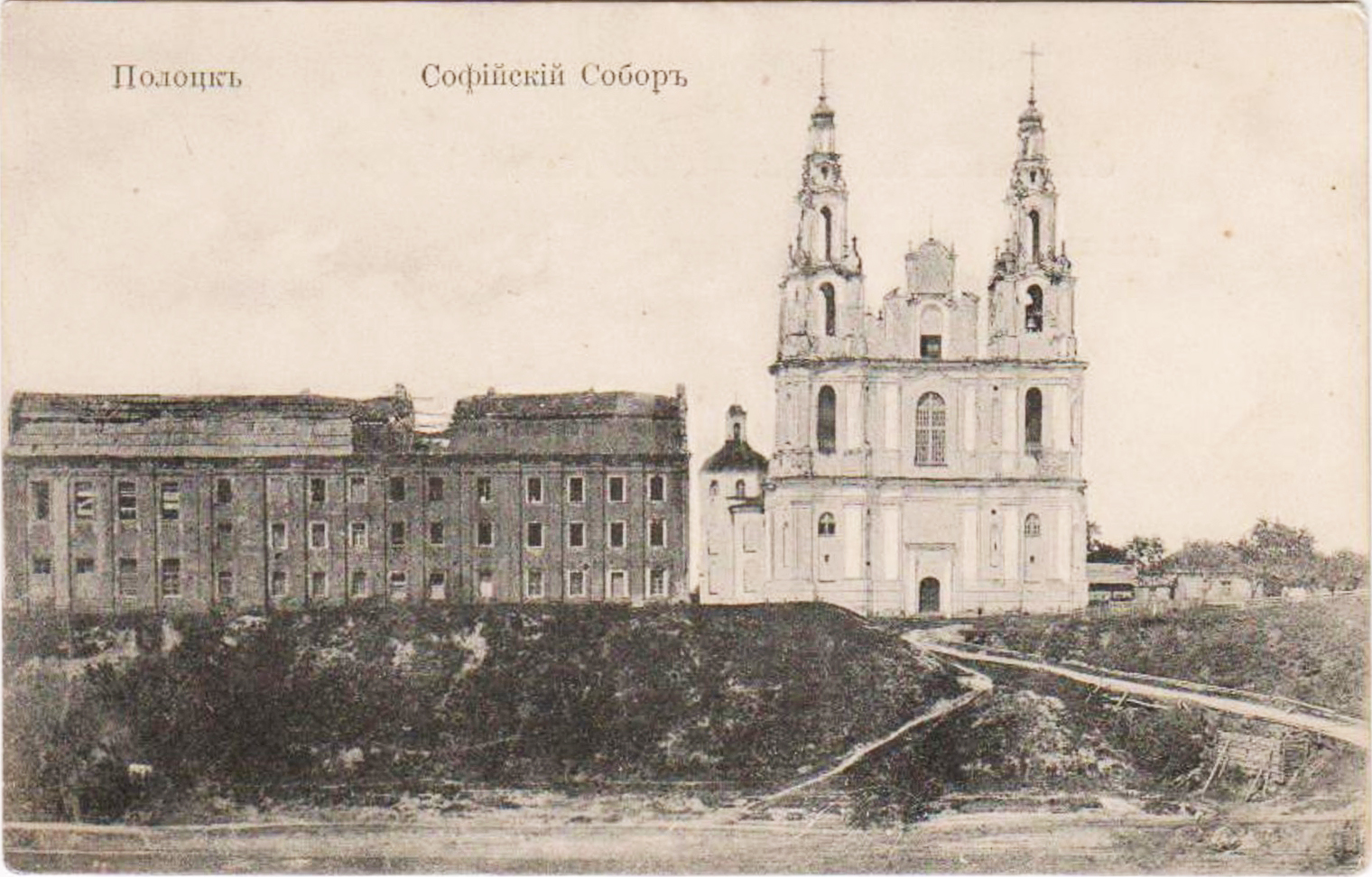
Sobór i klasztor w 1905 r.